# Josep Juncosa i Bellmunt
Josep Juncosa i Bellmunt (Les Borges Blanques, 29 de gener de 1922 - Reus, 31 d'octubre de 2003) fou un destacat futbolista català dels anys 40 i 50. Va ser internacional amb la selecció catalana i amb la selecció espanyola.

## Biografia
Josep Juncosa va néixer a Borges Blanques (Les Garrigues) el 29 de gener de 1922. S'inicià futbolísticament a l'equip del seu poble de naixement, abans de fitxar per Reus Deportiu. L'any 1942 signà pel RCD Espanyol on fou un destacat davanter, essent màxim golejador del club en les temporades que defensà els colors blanc-i-blaus. Més endavant va fitxar per l'Atlètic de Madrid quan encara se'n deia Atlético Aviación, on romangué entre 1944 i 1955, guanyant dues lligues i una Copa Eva Duarte de Perón i format la que s'anomenà "davantera de seda". Acabada la seva trajectòria com a jugador fou entrenador, dirigint el CF Reus Deportiu a Segona B als anys 80. Fou internacional en dues úniques ocasions, entre elles al partit de la fase final del Mundial de Brasil 1950 contra Suècia. Cap a l'any 1970, juntament amb un soci, el senyor Cabello Rico, va iniciar la construcció d'uns blocs de pisos a Reus, en unes terres que eren del Mas de Torroja, vora el Barri Fortuny, que van ser coneguts com a parcel·les Juncosa. Actualment formen part del barri Juroca. El 31 d'octubre de 2003 va morir a Reus a l'edat de 81 anys.

## Trajectòria esportiva
- Borges Blanques
- CF Reus Deportiu: 1941-42.
- RCD Espanyol: 1942-44.
- Atlètic de Madrid: 1944-55.

## Palmarès
- 2 lligues espanyoles: 1949-50, 1950-51
- 1 Copa Eva Duarte de Perón: 1951